# Combustible per a falles
Combustible per a falles és un llibre de Joan Fuster i Ortells publicat el 1967. És un recull de textos escrits entre 1954 i 1967, originàriament destinats tant a llibrets de falla com a publicacions periòdiques de l'època, per exemple Levante i Jornada. La intenció dels editors en publicar el recull era el de fer una reflexió pública sobre els canvis i derivacions que la festa fallera estava experimentant en els anys 1960.
Al llibre, Fuster intentava refer la connexió entre l'alta cultura i la cultura popular valenciana. Tanmateix, l'ortodòxia fallera (aleshores la Junta Central Fallera estava controlada pel franquisme) va donar-li una molt mala acollida al llibre.
Els textos, de diversos anys i procedències, s'agrupen en sis grans blocs temàtics:
- I. Principi
- II. Per comprendre
- III. Ingredients de la festa
- IV. Experiència personal
- V. Els hòmens i la història
- VI. Final